# 로망 (영화)
"로망"은 2019년에 개봉한 대한민국의 영화이다.

## 캐스팅
- 이순재 : 조남봉 역
- 정영숙 : 이매자 역
- 조한철 : 조진수 역
- 배해선 : 김정희 역
- 이예원 : 조은지 역
- 여무영 : 천가 역
- 김기천 : 김가 역
- 전유경 : 신경과의사 역
- 안지혜 : 응급실의사 역
- 옥주리 : 아주머니 역
- 체리쉬 마닝앗 : 동남아댁 역
- 김세원 : 당직간호사 역
- 김도은 : 간병인 1 역
- 김희진 : 간병인 2 역
- 황춘하 : 택시 신고 경찰 역
- 김종원 : 택시 신고 경찰 2 역
- 이승준 : 아기진수 역
- 김선욱 : 편의점 손님 역
- 정우석 : 편의점알바생 역
- 김영관 : 교통경찰 2 역
- 이성현 : 장례식장 손님 역
- 오명신 : 라디오 DJ 역
- 진선규 : 젊은 조남봉 역 (우정출연)
- 박보경 : 젊은 매자 역 (우정출연)
- 이규형 : 교통경찰 역 (우정출연)
- 고규필 : 젊은 천가 역 (우정출연)
- 임철수 : 젊은 김가 역 (우정출연)

## 같이 보기
- 2019년 대한민국의 영화 목록